# Santos Mercado (municipio)
Santos Mercado es un municipio de Bolivia, ubicado en la región amazónica del país. El municipio de Santos Mercado es uno de los tres municipios que conforman la provincia del Federico Roman, en el departamento de Pando, al norte del país. La capital municipal de Santos Mercado es la localidad de Villa Victoria.
Según el último censo oficial realizado por el Instituto Nacional de Estadística de Bolivia (INE) en 2012, el municipio cuenta con una población de 2.165 habitantes y está situado a una altitud promedio de 160 metros sobre el nivel del mar.
El municipio posee una extensión superficial de 6.639 km², pero una población 2.165 habitantes, dando resultado a una densidad de población de 0,3 hab/km² (habitante por kilómetro cuadrado).

## Demografía
De acuerdo con el censo boliviano de 2024, la población del municipio de Santos Mercado es de 2 184 habitantes.
| Año  | Habitantes | Fuente                  |
| ---- | ---------- | ----------------------- |
| 1992 | 235        | Censo boliviano de 1992 |
| 2001 | 509        | Censo boliviano de 2001 |
| 2012 | 1 691      | Censo boliviano de 2012 |
| 2024 | 2 184      | Censo boliviano de 2024 |